# Al-Bayyada
Al-Bayyada (in arabo البياضة‎?)  è un centro abitato della Libia, nella regione della Cirenaica.

Fu fondato in epoca coloniale (1938) con il nome di Villaggio D'Annunzio. Il nucleo originario fu progettato dall'architetto Florestano Di Fausto.

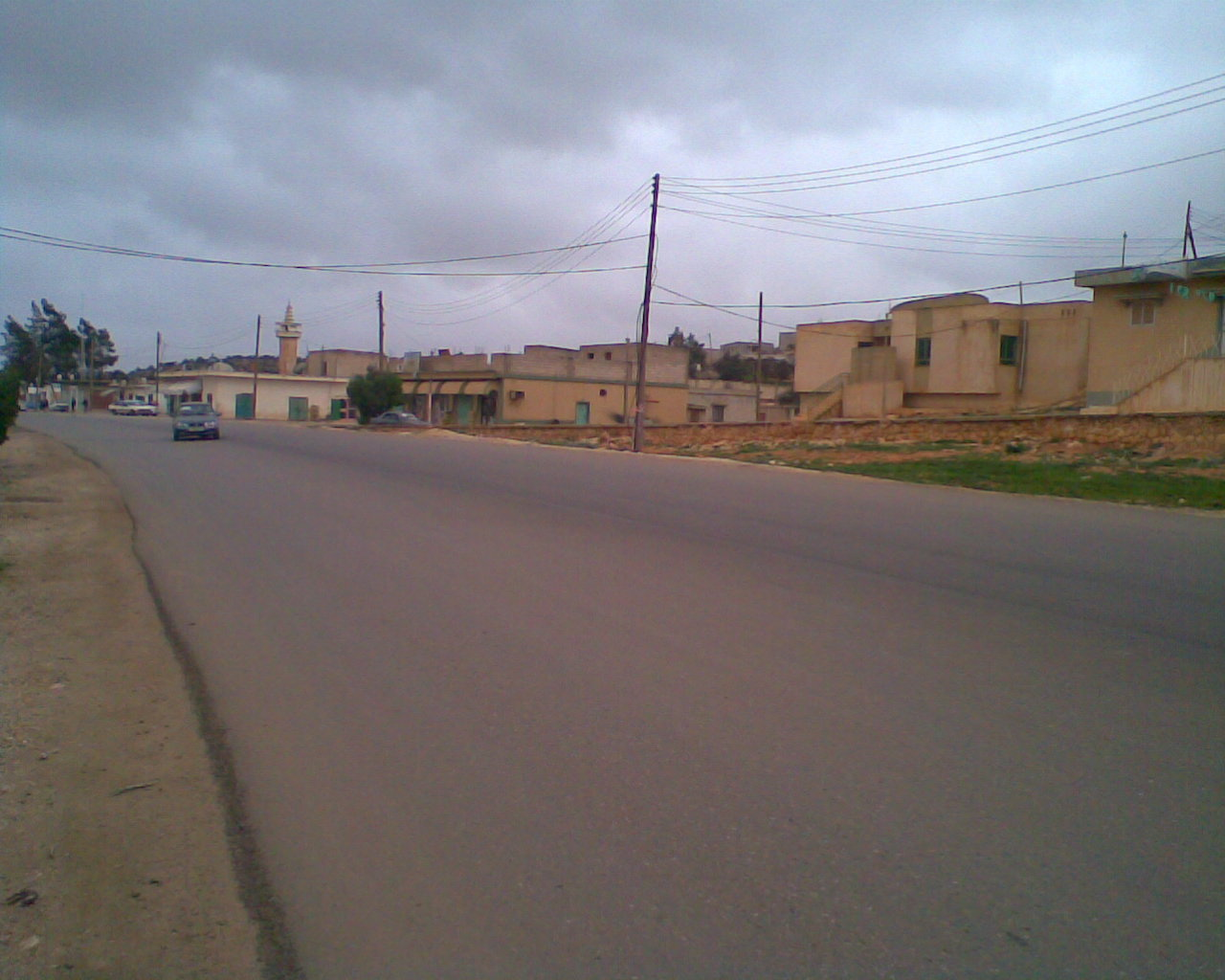
al-Bayyada nel 2010